# Ravished Armenia
Ravished Armenia, mit vollem Titel Ravished Armenia; the Story of Aurora Mardiganian, the Christian Girl, Who Survived the Great Massacres ist ein Buch von Arshaluys (Aurora) Mardiganian über ihre Erlebnisse während des Völkermordes an den Armeniern. Die im Deckenband in englischer Sprache verfasste Autobiografie erschien erstmals im Jahre 1918.
Ein US-amerikanischer Film nach diesem Buch wurde am 19. Januar 1919 unter dem Titel Auction of Souls veröffentlicht. Alle bekannten Kopien des Films gelten seither als verschollen, doch wird Mardiganians Bericht weiterhin gedruckt.

## Buch
Die Autorin Arshaluys (Aurora) Mardiganian wurde in der osmanischen Stadt Çemişgezek geboren, die in der heutigen Provinz Tunceli an der Grenze zu Elâzığ liegt. Sie war die Tochter eines armenischen Finanziers der Stadt. Die Geschichte beginnt im Jahre 1915, als Arshaluys 14 Jahre alt war. Sie hatte die Ermordung ihres Vaters, ihrer Mutter, ihrer Brüder und ihrer Schwestern miterlebt. Sie wurde in den Harem einer Reihe von türkischen Paschas verschleppt, blieb jedoch mit ihrem christlichen Glauben verbunden, obwohl sie wiederholt gefoltert und gefangen gehalten wurde.
Sie fand Zuflucht bei einem kanadischen Arzt und Missionar, der bei Frederick W. MacCallum stationiert war, einem Mitglied des American Board of Commissioners for Foreign Missions (ABCFM), der sie sicher nach Erzurum zurückbrachte, das damals unter russischer Kontrolle stand. Sie zog später nach Tiflis im Kaukasus und wurde durch die Vermittlung von General Andranik Ozanian und die Befehle der russischen Militärführung des Kaukasus zur Erholung von den Blutbädern in die Vereinigten Staaten gesandt.

## Film
Der Stummfilm englisch Auction of Souls ‚Auktion der Seelen‘ basierte auf dem Buch Ravished Armenia. Die Hauptrolle wurde laut Filmwerbung von Aurora (Arshaluys) Mardiganian selbst gespielt.
Der Film wurde von 1918 bis 1919 gedreht und erstmals in London aufgeführt. Er wurde 1920 drei Wochen lang zweimal täglich in der Royal Albert Hall gezeigt, um Unterstützung für den Schutz nationaler Minderheiten zu erhalten. Der Film zeigt, wie eine Horde türkischer Soldaten an einer langen Reihe nackter, gekreuzigter Frauen vorbeimarschiert, deren Silhouetten sich vor dem Abendhimmel abzeichnen. Eine Pfählungsszene wird nur dadurch gemildert, dass sich eine Menschenmenge zwischen das Geschehen und die Kamera schiebt. Fünf Szenen wurden herausgeschnitten. Eine formelle Freigabe durch das Britische Direktorium der Filmzensoren für das Vereinigte Königreich erfolgte jedoch nie.
Die amerikanische Erstaufführung fand unter dem Titel Auction of Souls am 19. Januar 1919 statt.
Gemäß einem zeitgenössischen New York Times-Artikel zeigte die erste Hälfte des Filmes Armenien, wie es vor der osmanischen und deutschen Zerstörung war, und ging dann weiter zur Deportierung der Priester und Familien in die Wüsten. Eine der Szenen zeigte junge armenische Frauen, die wegen ihrer Weigerung, in türkische Harems zu gehen, gepflockt oder auf Sklavenmärkten weiterverkauft wurden.
Ein restauriertes und bearbeitetes 24-Minuten-Segment des historischen Films wurde 2009 vom Armenian Genocide Resource Center of Northern California veröffentlicht. Es basierte auf einer erhaltenen Spule des Filmes, die in der Armenischen SSR in der Sowjetunion bearbeitet wurde. Es beinhaltet auch Musik, eine Einführung, 125 Untertitel und eine Diashow mehrerer Werkfotos. Die DVD wurde von Heritage Publishing, Richmond in Kalifornien, veröffentlicht, wobei Richard Kloian die Urheberrechte besitzt.